# Pulsador

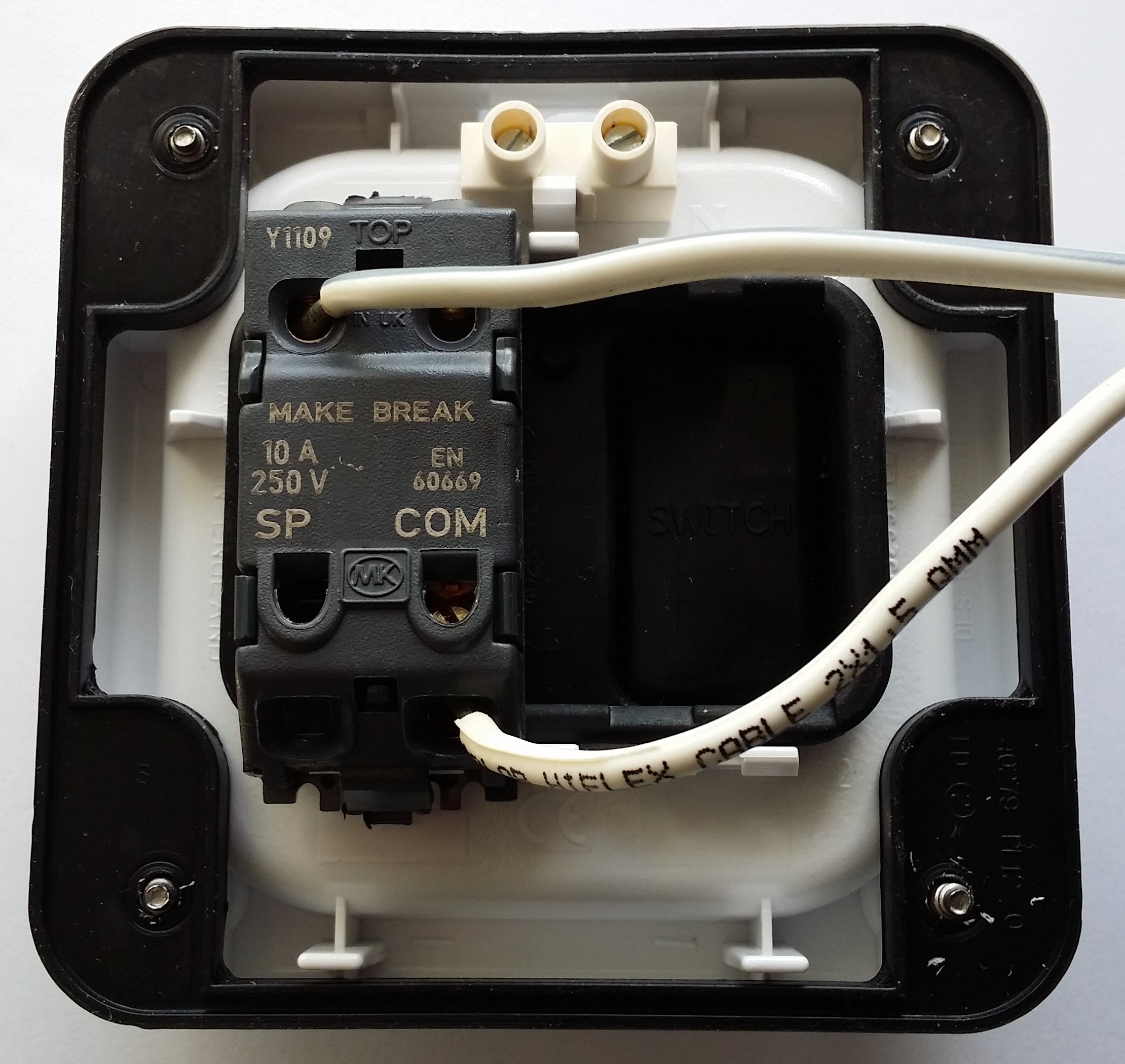
Pulsador disponible comercialmente: cableado como pulsador "cierra circuito"

Un pulsador es un interruptor momentáneo o sin enclavamiento que provoca un cambio temporal en el estado de un circuito eléctrico solo mientras el pulsador está accionado físicamente. Un mecanismo automático (es decir, un resorte ) devuelve el pulsador a su posición predeterminada inmediatamente después, restaurando la condición inicial del circuito.

## Tipos
Hay dos tipos: 

Símbolo electrónico del pulsador NO

- Símbolo electrónico del pulsador NOUn pulsador "cierra circuito" que permite que la electricidad fluya entre sus dos contactos cuando se mantiene presionado. Cuando se suelta el botón, el circuito se abre. Este tipo de pulsador también se conoce como pulsador normalmente abierto (NO) . (Ejemplos: timbre, pulsador de encendido de un ordenador, botones de una calculadora, teclas individuales de un teclado)

Símbolo electrónico del pulsador NC

- Símbolo electrónico del pulsador NCUn pulsador "abre circuito" hace lo contrario, es decir, cuando no se presiona el botón, la electricidad puede fluir, pero cuando se presiona el circuito se interrumpe. Este tipo de pulsador también se conoce como pulsador normalmente cerrado (NC) . (Ejemplos: pulsador de luz de refrigerador, pulsadores en las puertas de los coches)

Muchos pulsadores de presión están diseñados para funcionar en los dos modos como pulsadores "cierra circuito" y "abre circuito". Para estos pulsadores, el cableado del pulsador determina si el pulsador funciona como un pulsador de "cierra circuito"  o como un pulsador "abre circuito"

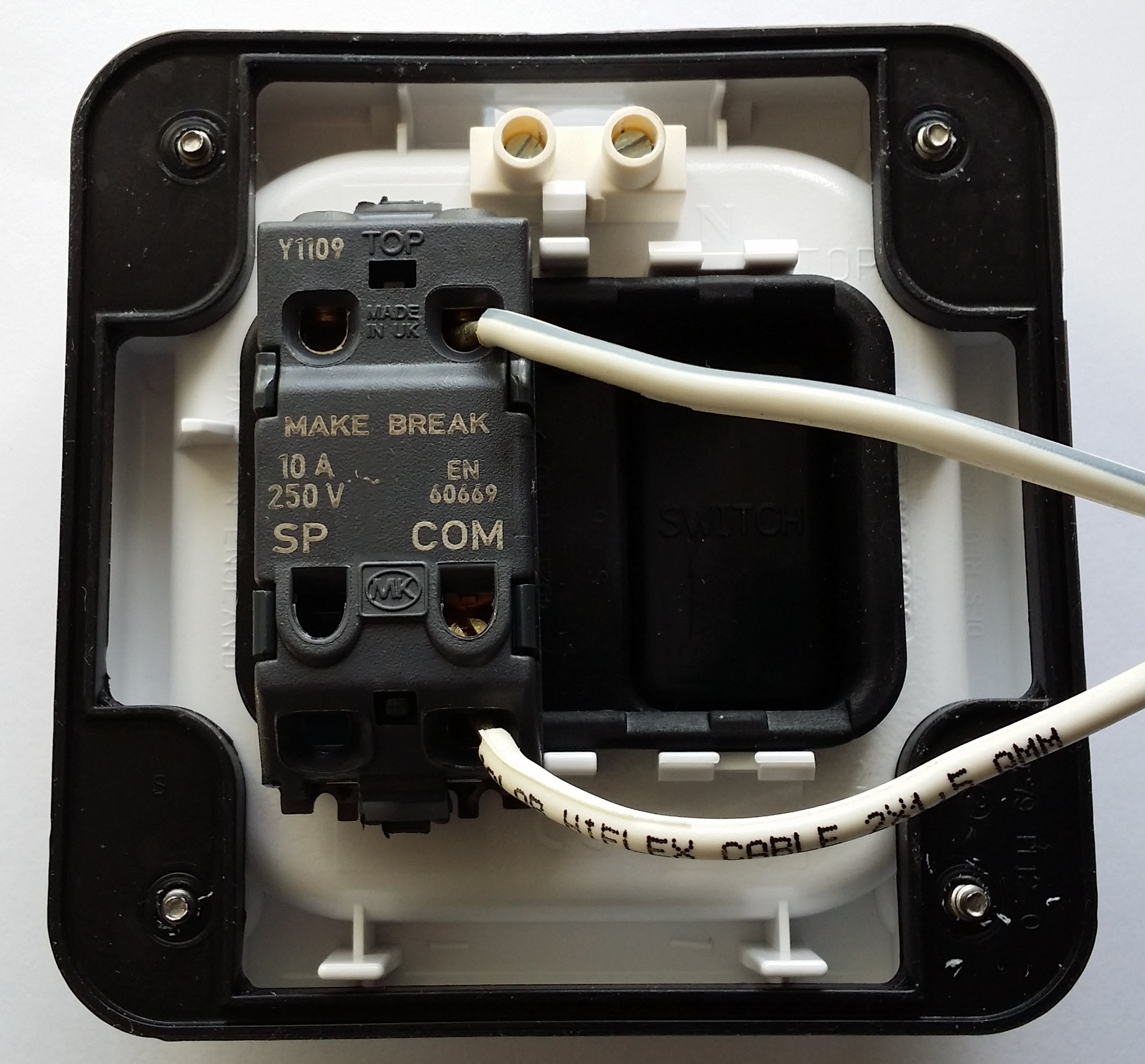
pulsador disponible comercialmente: cableado como pulsador "abre circuito"